# Bell V-280
Die Bell V-280 Valor (dt.: Mut; Tapferkeit), militärische Bezeichnung Bell MV-75, ist ein Kipprotor-Wandelflugzeug des amerikanischen Hubschrauberherstellers Bell Helicopter und des amerikanischen Rüstungs- und Technologiekonzerns Lockheed Martin Corporation, das sich 2022 im FLRAA-Programm zur Entwicklung eines schnellen Transporthubschraubers der US-Army gegen den konkurrierenden Vorschlag der Sikorsky/Boeing SB-1 Defiant durchgesetzt hat. Das „V“ in der Bezeichnung steht für „Vertical“ und die Zahl „280“ für die angestrebte Marschgeschwindigkeit von 280 Knoten.
Erstflug des Demonstrators war im Dezember 2017. Mit Stand April 2024 sind erste Truppentests für 2027 bis 2028 vorgesehen für eine mögliche Inbetriebnahme ab 2031.

## Entwicklung
Zur Vorgeschichte gehört, dass das US-Verteidigungsministerium in den 2000er Jahren erkannte, dass die Hubschrauberflotte veraltet ist. Das zuletzt noch entwickelte Modell, die Bell-Boeing V-22 Osprey, hatte zwar hervorragende Einsatzmöglichkeiten gezeigt, war aber von hohen Wartungskosten geplagt, und wies dennoch weiter zahlreiche Unfälle auf, die teils monatelange Flugverbote (Grounding) nach sich zogen. Es war nicht klar, ob man ein Kipprotor-Wandelflugzeug wie die Osprey weiterentwickeln sollte. In einem technologieoffenen Ansatz sammelte das Verteidigungsministerium die verschiedenen Anforderungen im Future-Vertical-Lift-Programm, das ab 2009 zu Vorschlägen aufrief.
2011 waren die Anforderungen an einen Hubschrauber mit den breitesten Einsatzmöglichkeiten soweit definiert, dass man Aufträge für einen Technologiedemonstrator ausschrieb, nun Joint Multi Role Technology Demonstration (JMR TD) genannt. Vier der eingereichten Vorschläge erhielten im Oktober 2013 dann Entwicklungsaufträge.

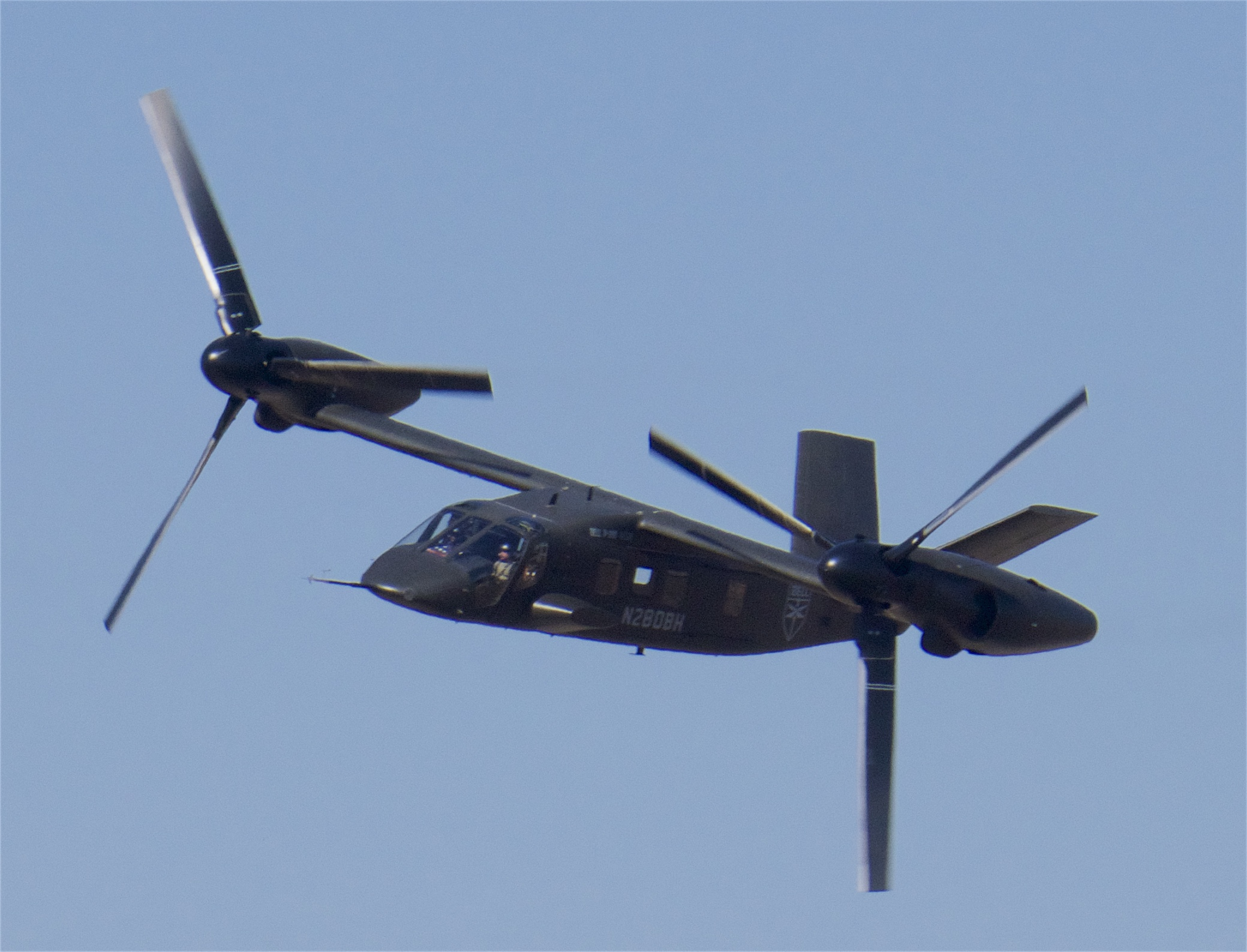
Ein V-280 Valor mit horizontaler Stellung der Rotoren.

Am 9. September 2013 gab Bell bekannt, die V-280 in Kooperation mit der Lockheed Martin Corporation herstellen zu wollen. Lockheed wird Rechner-Elektronikeinheiten sowie Sensoren und Bewaffnung liefern. In den folgenden Monaten wurden noch weitere Partner bekannt gegeben, wie Moog Inc. für das Steuerungssystem, GE Aviation für die Triebwerke, GKN für das Heckteil und Spirit AeroSystems für den aus Kompositwerkstoffen aufgebauten Rumpf.
Am 2. Oktober 2013 gab die United States Army bekannt, Bell ein Technology Investment Agreement für das JMR-Programm angeboten zu haben. Diese Vereinbarung erhielten auch die drei Konkurrenten des FVL-Programms. Es hat einen Umfang von 6,5 Mio. Dollar und betrifft Phase I des JMR-Programms, das die weitere Ausarbeitung der Technologie und des Interfaces beinhaltet.
Am 21. Oktober 2013 präsentierte Bell ein vollmaßstäbliches Mock-up der V-280 auf der Army Aviation Association of America (AAAA) Ausstellung in Fort Worth, Texas.
Im August 2014 entschied man sich im JMR-TD-Programm zur Weiterentwicklung der Valor und der konkurrierenden Defiant. Für diese wurden flugfähige Demonstratoren bestellt.
Im September 2015 übergab Sprit AeroSystems Inc., ein Subunternehmen von Bell Helicopter, nach 22 Monaten den ersten Rumpf der Bell V-280 in seinem Werk in Wichita, Kansas. Zur Endmontage wird der aus Verbundmaterialien gefertigte Rumpf anschließend zu Bell nach Amarillo, Texas, überführt. Bodentests des montierten Prototyps begannen Anfang September 2017, am 18. Dezember 2017 folgte der Erstflug.
Der Erstflug des Prototyps war ursprünglich für September 2017 geplant und erfolgte dann im Dezember 2017.
Am 11. Mai 2018 flog die Bell V-280 erstmals mit voll nach vorn geschwenkten Rotoren. Dabei wurde eine Geschwindigkeit von 350 km/h erreicht. Bis Ende 2018 wurden in fast 85 Stunden Flugzeit 460 km/h Höchstgeschwindigkeit, eine größte Flughöhe von 3500 Metern und eine Steigrate von 22,8 m/s erreicht. Bis März 2019 wurden 300 kn (345 mph; 556 km/h) und 100 Flugstunden erreicht.

Die Erfahrungen führten die US-Army darauf, das Programm als Future Long-Range Assault Aircraft (FLRAA) ab April 2019 weiterzuführen, in deren Verlauf ein Ersatz für die Transporthubschrauber Sikorsky UH-60 Black Hawk entwickelt werden sollte. Auch die konkurrierende Defiant wurde weiterentwickelt, die im März 2019 ihren Erstflug absolviert hatte. Bis Dezember 2020 erreichte die Valor über 200 Flugstunden und eine neue Höchstgeschwindigkeit von nun 305 Knoten (560 km/h).
Im Oktober 2021 entschieden Bell und Rolls-Royce, das im Prototypen verwendete T64-Triebwerk durch eine neue Variante des Rolls-Royce T406 zu ersetzen, das schon in der Osprey verwendet wurde. Statt AE 1107C heißt diese Variante AE 1107F mit einer Leistungserhöhung von 5000 auf 7000 hp. Durch die zwei Jahrzehnte an Einsatz in Kipprotor-Flugzeugen erwartet man deutlich weniger Risiken und geringere Wartungskosten.
Im Dezember 2022 gab die US-Army bekannt, dass sich die Valor gegen die konkurrierende Defiant durchgesetzt hat. Die Indienststellung wurde bei der Auftragsvergabe für 2030 erwartet.
Im Rahmen des FLRAA-Programms der US-Army soll die V-280 die Sikorsky UH-60 Black Hawk als Transporthubschrauber in den 2030er Jahren ersetzen. Der erste Einsatzverband soll die 101st Combat Aviation Brigade (CAB) in Fort Campbell werden.

## Konstruktion
Die V-280 wird laut Bell voraussichtlich eine Reisegeschwindigkeit von 520 km/h (280 kn, 320 mph) erreichen. Die Höchstgeschwindigkeit wird bei 560 km/h (300 kn, 350 mph) und die Reichweite bei 3900 km (2100 Nautische Meilen, 2400 Meilen) liegen. Die effektive Gefechtsreichweite wird zwischen 930 und 1480 Kilometern und die Traglast bei zirka 4500 kg liegen. Die Besatzung wird vier Mann betragen, wobei zusätzlich elf voll ausgerüstete Soldaten transportiert werden können.
Ein großer Unterschied zur Bell-Boeing V-22 Osprey liegt darin, dass die beiden Triebwerke vom Typ Rolls-Royce AE 1107F fest waagerecht in die Flügel eingebaut werden, während die Rotoren kippfähig sind. Die Antriebswelle erstreckt sich über die komplette Spannweite und verbindet beide Rotoren. Sollte eines der Triebwerke ausfallen, kann das noch funktionierende Triebwerk beide Rotoren antreiben. Die V-280 wird über ein einziehbares Fahrwerk, ein dreifach redundantes Fly-by-wire-System und ein V-förmiges Heck verfügen. Der Flügel besteht aus einem einzigen kohlenstofffaserverstärkten Kunststoffbauteil. Im gelandeten Zustand wird sich der Flügel der V-280 etwa 2,10 m über dem Boden befinden. Das ermöglicht den mitgeführten Soldaten nicht nur, aus den 180 cm breiten Türen zu beiden Seiten leicht auszusteigen, sondern wird Bordschützen auch ein breites Schussfeld bieten.
Die V-280 soll mit einem single-screen instrument versehen werden. Bei Bekanntgabe im Mai 2015 war ein solcher Bildschirm im Mock-Up eingebaut. Der Bildschirm, der fast über die gesamte Breite des Fluggerätes reicht, wurde von Bell zusammen mit seinen Partnern Lockheed Martin und Inhance Digital in 18-monatiger Arbeit entwickelt.

## Technische Daten
| Kenngröße              | projektierte Werte (erflogene Werte)                  |
| ---------------------- | ----------------------------------------------------- |
| Besatzung              | 4                                                     |
| Passagiere             | 12                                                    |
| Länge                  | 50,5 ft (15,4 m)                                      |
| Spannweite             | 81,79 ft (24,93 m)                                    |
| Höhe                   | 23 ft 0 in (7 m)                                      |
| Nutzlast               | 10.000 lb (4500 kg) bei 150 knots (170 mph; 280 km/h) |
| Leermasse              | 33.069 lb (15.000 kg)                                 |
| max. Startmasse        | 57.320 lb (26.000 kg)                                 |
| Marschgeschwindigkeit  | 323 mph (520 km/h, 280 kn)                            |
| Höchstgeschwindigkeit  | 348 mph (560 km/h)                                    |
| Dienstgipfelhöhe       | 4600 m                                                |
| max. Schwebeflughöhe   | 1800 m außerhalb des Bodeneffekts                     |
| Steigrate              | (22,8 m/s)                                            |
| max. Einsatzreichweite | 1480 km                                               |
| Überführungsreichweite | 2400 mi (3900 km, 2100 nmi)                           |
| Triebwerke             | 2 × Rolls-Royce AE 1107F                              |
| Rotordurchmesser       | 35 ft 0 in (10,7 m)                                   |
| Rotorflächenbelastung  | 16 lb/sq ft (78 kg/m²)                                |
| Bewaffnung             |                                                       |